# Iskie-Kazań
Iskie-Kazań (ros. Иске-Казань, pol. Stary Kazań; pełna nazwa: ros. Государственное бюджетное учреждение культуры Республики Татарстан „Иске-Казанский государственный историко-культурный и природный музей”-заповедник) – skansen (muzeum-zapowiednik) w Kamajewie w Rosji, utworzony w 1992, obejmujące średniowieczne osady i ich rekonstrukcje oraz teren przyrodniczy wokół rzeki Kazanki.

## Historia
Na podstawie badań archeologicznych ustalono, że istniała w tym miejscu osada od XIII do XVI wieku, która stanowiła centrum polityczne (natrafiono na resztki kremla). Osada została zdobyta w 1522 roku przez Iwana IV Groźnego.
Według legendy na teren Starego Kazania przenieśli się książęta bułgarscy po upadku Bułgarii Wołżańsko-Kamskiej, którą podbił Timur Chromy. Osadę mieli założyć dwaj książęta, którzy dopłynęli do tego rejonu rzeką Kazanką na łódce. Iskie-Kazań miał być ich stolicą przez 104 lata, a następnie przeniesiono ją do Kazania. Forteca straciła na znaczeniu i została opuszczona.

## Ochrona
Obszar chroniony utworzono 14 kwietnia 1992 roku, obejmuje on 137,2 ha, w jego skład wchodzą:
- osada z XIII–XVI wieku (Iskie-Kazań) z cmentarzem[3]
- osada rosyjsko-urmacka z XII–XVI wieku z cmentarzem[3]
- święte miejsca: groby i źródła[3]
- krajobraz naturalny wokół rzeki Kazanki i jej dopływu Urmatu[3]

Muzeum-zapowiednik to rodzaj ochrony dla obiektów o szczególnej wartości – oznacza, że ochronie podlega zarówno skansen, jak i środowisko naturalne (w sposób zbliżony do zapowiedników), aby zachować całościowo walory kulturowe, historyczne i przyrodnicze.

## Ekspozycja
Iskie-Kazań obejmuje zrekonstruowaną współcześnie drewnianą twierdzę, budynek muzeum, święte miejsca z cmentarzem, gdzie jest pochowany założyciel osady, Mułła-Chadża oraz teren przyrodniczy wokół rzeki Kazanki. Jedynymi oryginalnymi pozostałościami starej osady są fragmenty murów z białego kamienia na szczycie wzgórza.
Twierdza jest otoczona drewnianymi fortyfikacjami z wieżami strażniczymi – obwarowania udostępniono do zwiedzania, podobnie jak wszystkie inne budynki. W obrębie twierdzy umieszczono drewniane rekonstrukcje dawnych maszyn oblężniczych, m.in. katapulty czy balisty. Dotychczas (stan na 2014) postawiono kilka budynków za obwarowaniami: młyn, stodołę, herbaciarnię oraz studnię.
Budynek muzeum ma dwie kondygnacje, na parterze zaprezentowano artefakty pochodzące w wykopalisk archeologicznych w Iskie-Kazaniu (m.in. kocioł Hunów z V wieku), natomiast na piętrze znajdują się zrekonstruowane wnętrza domów, przedstawiające życie Tatarów w XIX–XX wieku.

## Galeria

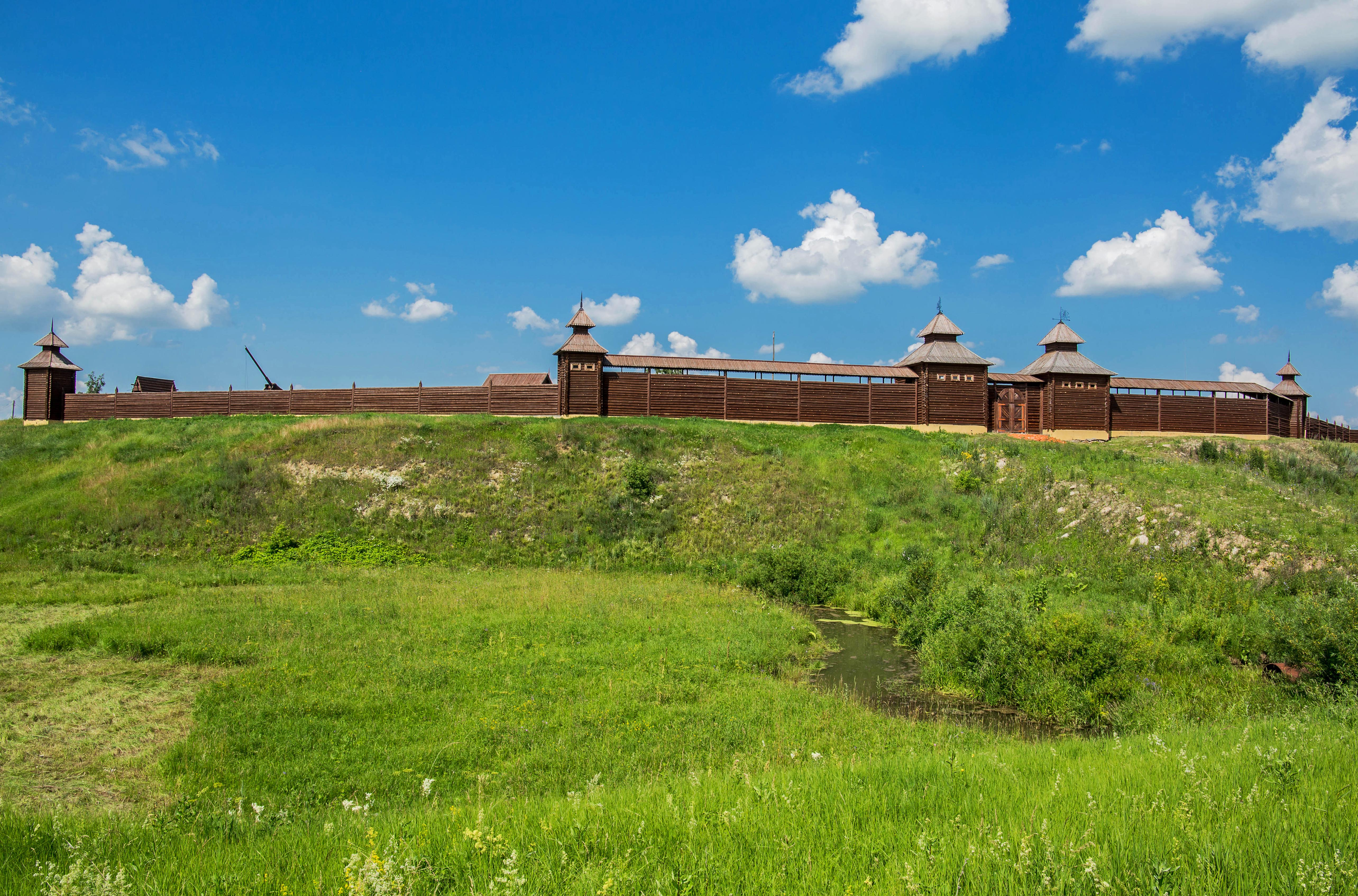
Fortyfikacje (2017)
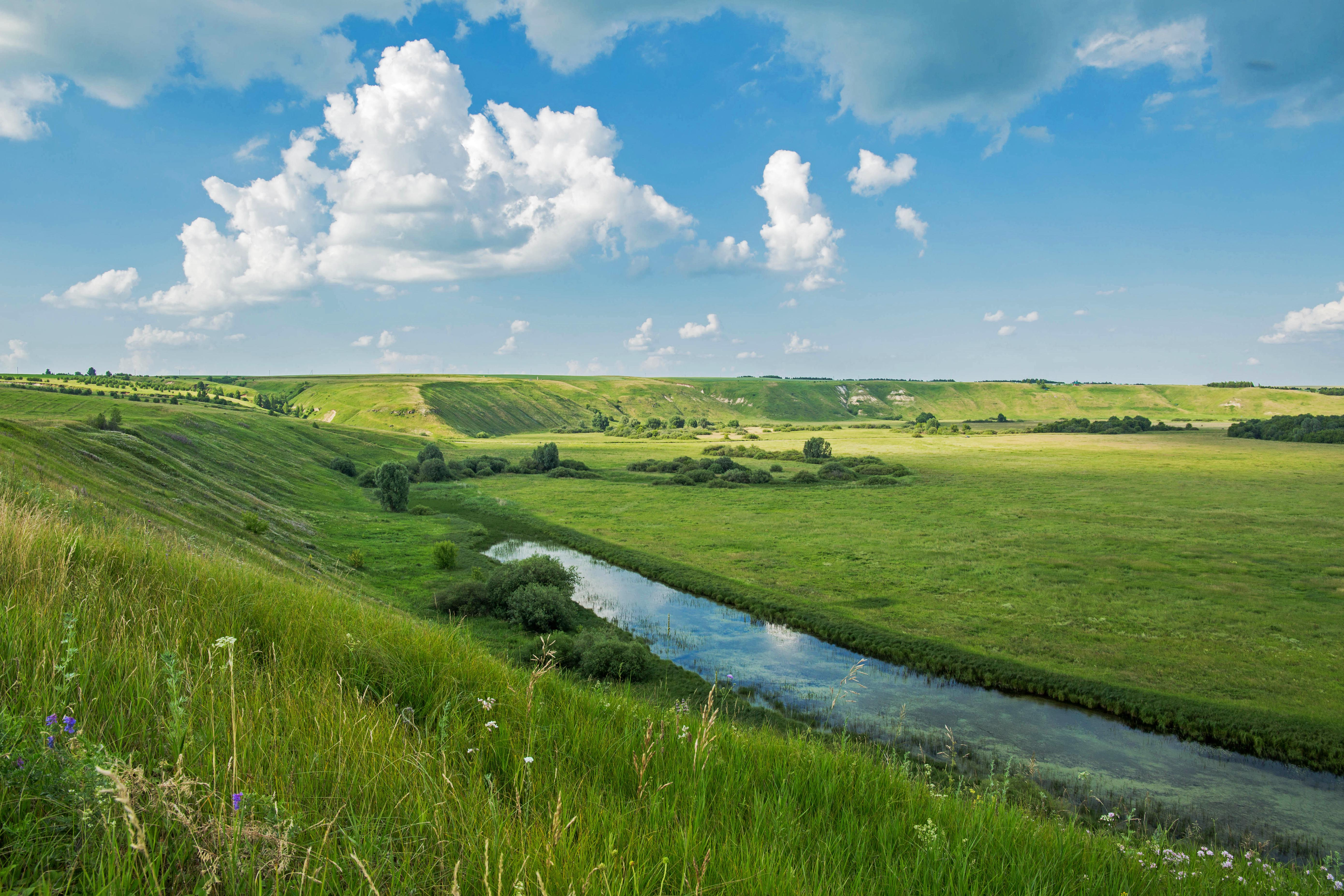
Otoczenie – starorzecze Kazanki (2017)
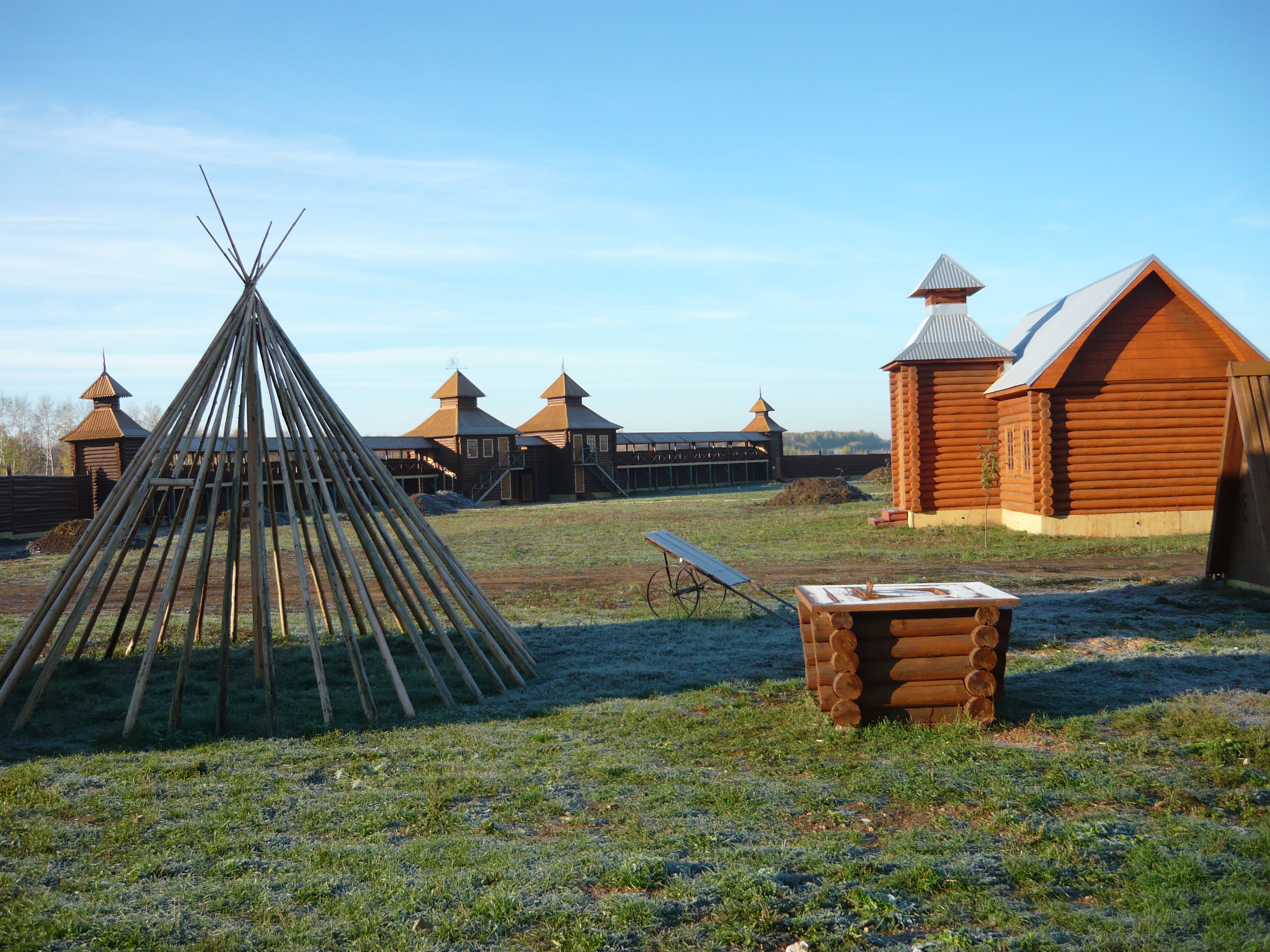
Zrekonstruowane zabudowania (2015)
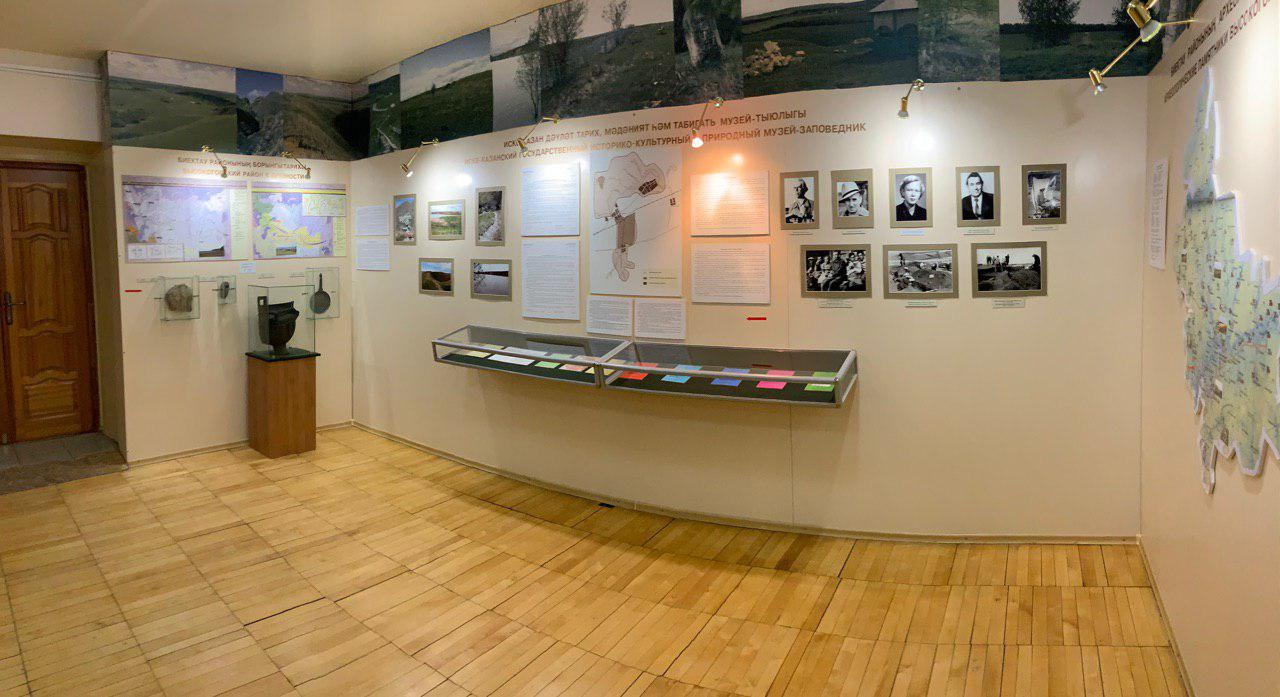
Wystawa (2019)
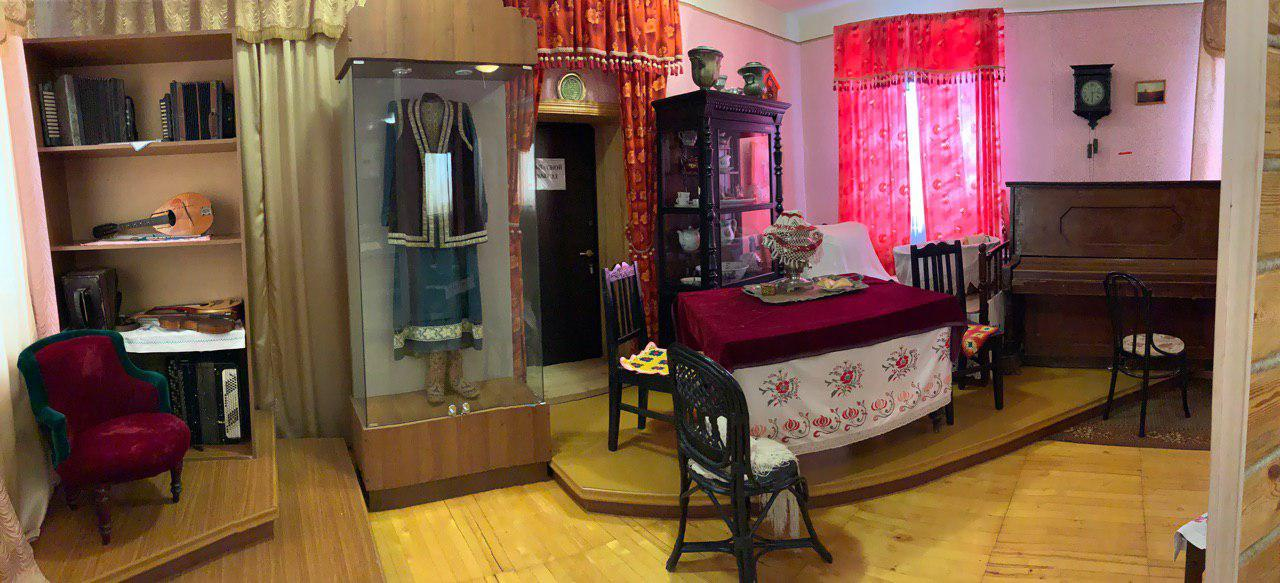
Rekonstrukcja wnętrza domu mieszczańskiego (2019)
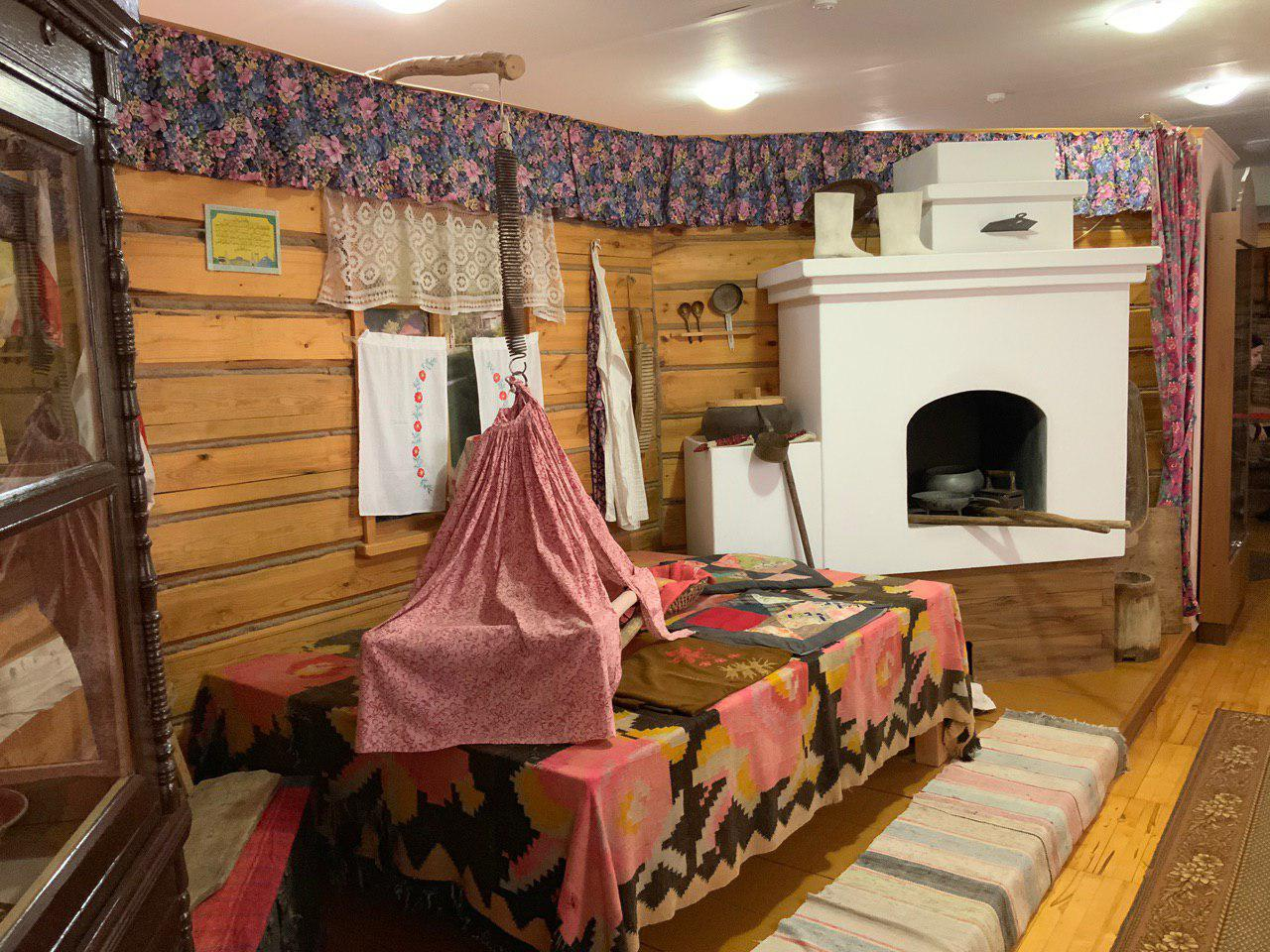
Rekonstrukcja wnętrza wiejskiej chaty (2019)
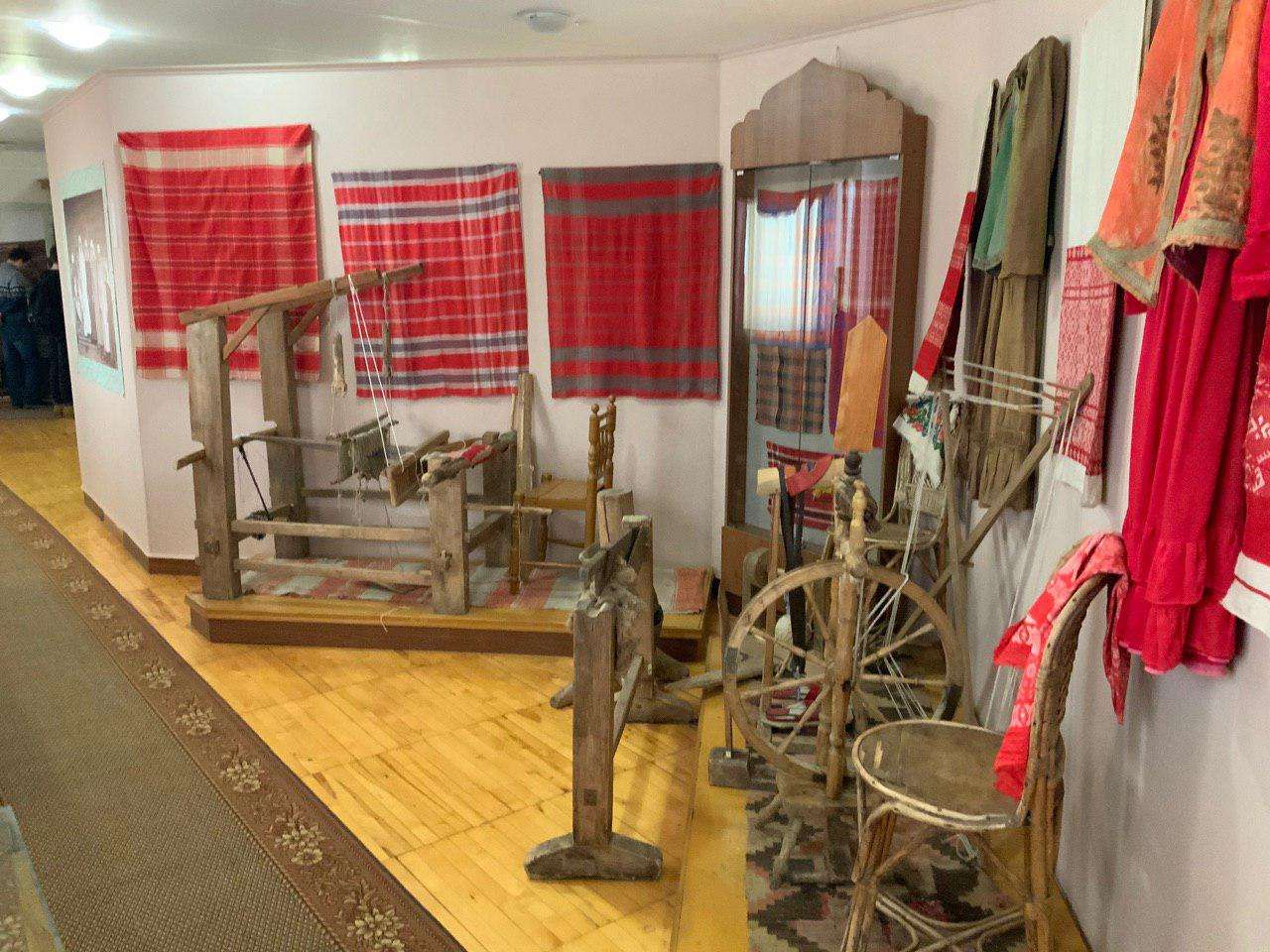
Wystawa narzędzi tkackich (2019)
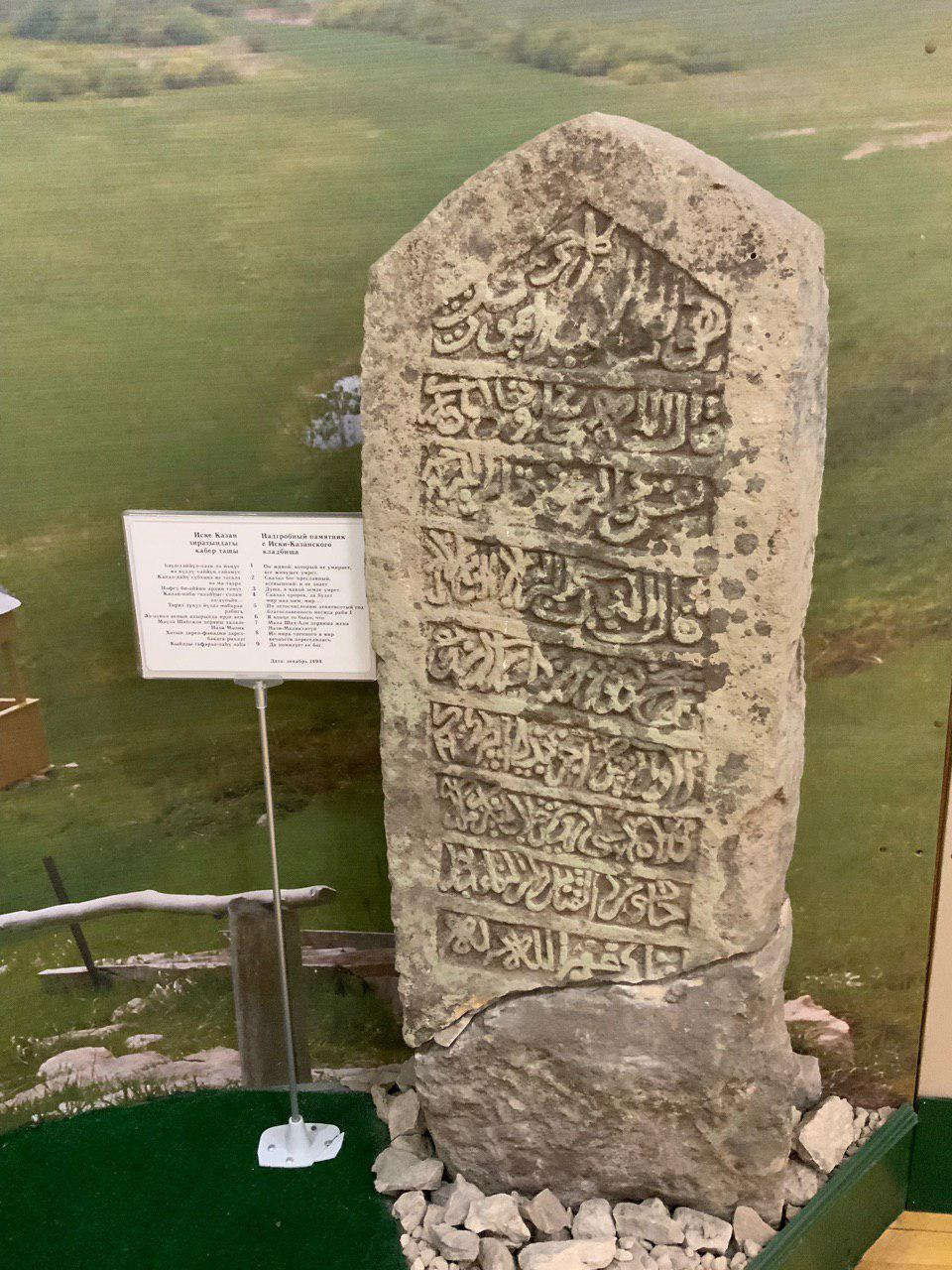
Nagrobek z 1491 roku